# Звукоряд
Звукоряд — послідовність звуків як системи, що визначає їх висхідний або низхідний порядок. Поступенева послідовність звуків певного ладу.
Термін звукоряд застосовують по відношенню до музичних інструментів з фіксованою висотою звуку (напр. фортепіано, гітара) або по відношенню до музичних систем, розуміючи під звукорядом усю сукупність музичних звуків у межах цих систем, що слугують матеріалом для створення музичного твору.

## Побудова звукоряду
Звукоряд зазвичай будують згори вниз. Більшість звукорядів, що використовуються в музичній практиці є октавними, тобто в межах кожної октави структура звукоряду є ідентичною. Виняток становить побутовий звукоряд, що застосовувався в церковній музиці, або штучний звукоряд Болена-Пірса. Октавний звукоряд можна представити як повторюваний цикл звуковисотностей у висхідному або низхідному порядку. Наприклад, тональності До-мажор відповідає висхідний звукоряд C-D-E-F-G-A-B-[C], де квадратні дужки показують, що остання нота є октавою вище ніж перша.
Елементи звукоряду в теорії музики називаються ступенями, відстань між якими називається інтервалом. Ступені звукоряду зазвичай нумерують (в мажоро-мінорній системі), або споряджають спеціальними назвами (наприклад в системах індійської музики — «шруті»)

## Типи звукорядів

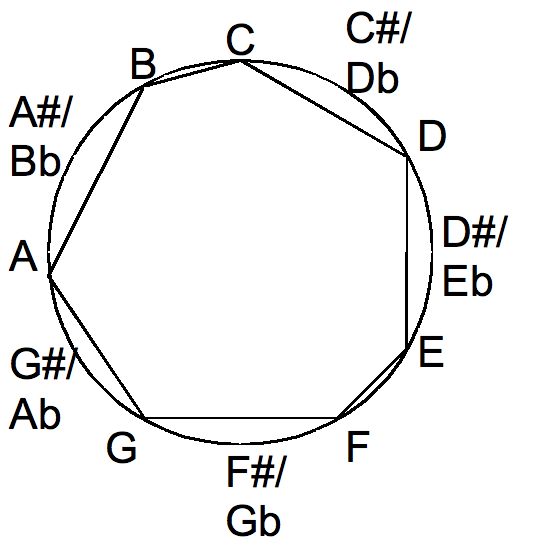
Діатонічний семиступеневий звукоряд в межах 12-ступеневого

Звукоряди розрізняються за їх інтервальною структурою, а також за кількістю звуків у межах октави.
Європейська музична традиція ґрунтується на семиступеневому звукоряді, ступені якого мають такі назви — до, ре, мі, фа, соль, ля, сі. В діатонічних ладах, до яких відносяться, зокрема, натуральний мажор і мінор, ступені звукорядів утворюють між собою інтервали тону і півтону, причому в межах октави — 5 тонів і 2 півтони, а застосовуючи перенесення звуків на октаву усі ступені таких звукорядів можна розташувати по квінтах. Існують семиступеневі звукоряди і з іншою інтервальною структурою, наприклад звукоряд гармонічного мажор і мінору (т. зв. «гемілоіка») відрізняються тим, що містять ступені, що відстоять один від одного на інтервал півтора тони. Звукоряди таких ладів зазвичай прийнято порівнювати з відповідними звукорядами мажору або мінору, а відмінні ступені називати «альтерованими» (тобто зміненими).
З розвитком європейської музики семиступеневі лади могли бути вибудовані від будь-якого із звуків будь-якого іншого ладу, що призвело в результаті до формування 12-ступеневого октавного звукоряду, що використовується в сучасній музичній практиці. В той же час продовжується використання лише 7 основних назв ступенів, тоді як для позначення інших 5 («додаткових») використовуються знаки альтерації — «дієз» і «бемоль»
В неєвропейських музичних традиціях використовуються звукоряду суттєво відмінні як за кількістю ступенів, так і інтервальною структурою. Наприклад, характерна для китайської музики пентатоніка містить лише п'ять ступенів, інтервали між якими складають тон — півтора тони. Натомість в індійській музиці відомі звукові системи, звукоряди яких налічують більше 20 ступенів. 
Європейській музиці XX століття характерні різноманітні експерименти, чимало з яких було спрямовано, зокрема, й на вихід за рамки традиційної 12-ступеневої системи шляхом використання штучних ладів в її межах (в цьому разі кількість ступенів зменшується), або шляхом використання мікроінтерваліки (в цьому разі кількість ступенів може бути збільшена). Широкі можливості для таких експериментів забезпечила поява електромузичних інструментів. Так, наприклад в кінці 1950-х років в СРСР було сконструйовано електронний інструмент АНС, розрахований на 72 ступені. Український вчений Геннадій Когут сконструював 17-ступеневий електроорґан, а згодом 29-, 53- і навіть 106-ступеневі інструменти. В США подібними експериментами займався Гаррі Парч, розробник 43-ступеневого звукоряду, а також конструктор ударного інструменту Quadrangularis Reversum, настроєного відповідним чином.